# Колюбакин, Борис Михайлович
Бори́с Миха́йлович Колюба́кин (12 [24] июня 1853, Казанская губерния — 1924, Красноярск) — русский генерал-лейтенант, участник русско-турецкой войны 1877—1878 годов, военный историк, заслуженный ординарный профессор Николаевской академии Генерального штаба по кафедре военного искусства. Автор значительного числа исследований, популярных очерков и учебных курсов по военной истории и военному искусству.

## Биография

### Образование и военная служба
Православного вероисповедания. Происходил из древнего дворянского рода Симбирской губернии.
Окончил 2-ю Московскую военную гимназию (1870) и 1-е военное Павловское училище (1872), откуда был выпущен подпоручиком в 1-й стрелковый Кавказский Е. И. В. Великого князя Михаила Николаевича батальон.
В составе батальона долгое время проходил службу на Кавказе. Принимал участие в Русско-турецкой войне 1877—1878 годов на Кавказском театре боевых действий. По окончании войны за боевые заслуги награждён орденом Св. Анны 3-й степени с мечами и бантом (от 25 апреля 1878 г.) и «за отличие в разновременных делах с турками в течение минувшей кампании» орденом Св. Владимира 4-й степени с мечами и бантом (от 16 декабря 1879 г.). Также «за боевые отличия» был произведён в поручики (от 12 июля 1877 г.).
Осенью 1881 года поступил в Николаевскую академию Генерального штаба, но через год был отчислен из академии, «по не выдержании переводного в старший класс экзамена». Однако через два года вновь вернулся в академию, где после сдачи «приёмного и переводного экзамена», был зачислен в старший класс и в 1885 году закончил её по первому разряду.
Дальнейший послужной список:
- 29 марта 1885 года — «За отличные успехи в науках» был произведён в капитаны и причислен к корпусу офицеров Генерального штаба;
- С 18 января 1886 г. — состоял для особых поручений при штабе 7-го армейского корпуса Одесского ВО;
- С 19 июня 1886 г. — старший адъютант штаба 38-й пехотной дивизии;
- С 30 мая 1887 г. — помощник старшего адъютанта штаба Кавказского ВО;
- С 4 октября 1887 г. — цензовое командование ротой в 8-м Эстляндском пехотном полку;
- С 4 октября 1888 г. — старший адъютант штаба 15-го армейского корпуса;
- С 12 ноября 1889 г. — штаб-офицер для поручений при штабе 5-го армейского корпуса;
- 1 апреля 1890 г. — произведён в подполковники;
- С 31 мая 1890 г. — штаб-офицер для поручений при штабе Варшавского ВО;
- С 10 апреля 1893 г. — штаб-офицер при управлении 45-й пехотной резервной бригады;
- 17 апреля 1894 г. — произведён в полковники «за отличие»;
- С 21 февраля 1895 г. — состоял при Главном штабе в числе положенных по штату офицеров Генерального штаба;
- С 3 июня по 3 октября 1900 г. — цензовое командование батальоном в 52-й Виленском пехотном полку;
- 14 апреля 1902 г. — произведён в генерал-майоры «за отличие»;
- 6 декабря 1909 г. — произведён в генерал-лейтенанты «за отличие».

### Литературная деятельность
Колюбакину принадлежит широкий круг работ по истории сражений, войн и военного дела, большое количество статей и исследований к изданиям «Русский инвалид», «Военный сборник» и «Русская старина»; также он принимал участие в создании «Русского биографического словаря».
Особое значение имеют его труды, посвященные Отечественной войне 1812 года: к 100-летнему юбилею Бородинского сражения Колюбакин по поручению Императорского Русского Военно-исторического общества подготовил подневную хронику Бородинской операции с 8 по 26 августа 1812 года, составившую три тома (с 5-го по 7-й) Трудов ИРВИО (окончание хроники, за 24—26 августа, осталось неопубликованным). Колюбакиным так же были переведены на русский язык и опубликованы воспоминания нескольких иностранных участников Бородинского сражения.
В 1911-1912 годах в качестве военного эксперта войны 1812 года был привлечён в группу к художнику Францу Рубо при создании грандиозной панорамы Бородинского сражения 1812 года.

### Академическая деятельность

#### До революции
С 1894 по 1899 годы начальник Михайловского артиллерийского училища. С 28 мая 1897 года экстраординарный профессор; с 27 июля 1898 года ординарный; а с 27 сентября 1907 года заслуженный ординарный профессор Николаевской академии Генерального штаба по кафедре военного искусства. С того же 1907 по 1917 год член Императорского Русского военно-исторического общества.
После революции вместе с частью преподавателей и слушателей Академии покинул Петроград и оказался в Сибири, где 26 января 1919 года приказом адмирала Колчака был назначен исполняющим обязанности начальника Академии. С июня по июль 1919 года преподаватель Челябинской кавалерийской школы. В 1921 году занял должность профессора истории в Дальневосточном университете (Владивосток).
Колюбакина выводило из себя «вызубривание назубок» пособий экзаменующимися, от которых он требовал логического понимания сути предмета. Он предлагал учащимся находить нестандартные решения и учил их размышлять. А. А. Игнатьев так отзывался о Колюбакине:

«О высоком сухом человеке с бакенбардами старинного типа, Колюбакине, боевом участнике войны 1877 года, мнения разделялись. Одни — и их было большинство — считали его если не сумасшедшим, то выжившим из ума, а другие, немногие, видели в нём носителя глубокой военной мысли, освобожденной от хлама схоластики и слепого поклонения форме».— «Пятьдесят лет в строю» Игнатьев А. А.

#### После революции
После Октябрьской революции 1917 года в следующем 1918 году перешёл на сторону Белой армии. Вместе с профессорско-преподавательским составом Академии, вынужден был эвакуировался из Петрограда в Казань, а затем в Екатеринбург, где 26 января 1919 года «Приказом Верховного правителя и Верховного Главы» А. В. Колчака временно был назначен исправляющим должность начальника Академии. С июня по июль 1919 года преподавал в Челябинской кавалерийской школе. Также есть сведения о пребывании Колюбакина в Самаре, Томске и на о. Русском. Во Владивостоке был избран на должность исправляющего ординарного профессора по кафедре всеобщей истории Дальневосточного государственного университета. При эвакуации из Приморья в 1922 году Белоповстанческой армии, Колюбакин остался во Владивостоке.

### Арест и смерть
В декабре 1922 года был арестован большевиками. Умер в Красноярской тюрьме в 1924 году.

## Семья
Был женат на Александре Николаевне Мазаркий.
Дети:
- Николай (12 августа 1887—?)

## Память

### Панорама Бородинской битвы
Колюбакин был основным консультантом Ф. Рубо при создании панорамы Бородинской битвы, которая была написана с учётом опубликованных исследовательских и архивных материалов.
Из письма Ф. Рубо адресованного Б. Колюбакину:

«Без Вашего содействия я приличную панораму 1812 года написать не могу и сильно надеюсь, что, когда последует окончательное решение, то есть утверждение… утверждение моих предложений… Вы скажете мне, что и как делать».— РГВИА, Ф. 74, Оп. 1, Д. 48, Л. 1/об.

## Награды
- орден Св. Станислава 3-й ст. с мечами и бантом (1877)
- орден Св. Анны 3-й ст. с мечами и бантом «за военные отличия в делах с турками» (25.04.1878)
- орден Св. Владимира 4-й ст. с мечами и бантом «за отличие в разновременных делах с турками в течение минувшей кампании» (16.12.1879)
- орден Св. Станислава 2-й ст. (1889)
- орден Св. Анны 2-й ст. (1893)
- орден Св. Владимира 3-й ст. (1896)
- орден Св. Станислава 1-й ст. (1904)
- орден Св. Анны 1-й ст. (31.01.1912)
- орден Св. Владимира 2-й ст. (22.03.1915)

Иностранные:
- болгарский Орден «Святой Александр» 2-й ст.
- румынский Орден Короны Румынии

Другие награды:
- Высочайшая благодарность в день 100-летия Бородинского сражения (26.08.1912)
- Золотой портсигар «за труды по написанию панорамы Бородинского сражения» (22.12.1912)
- светло-бронзовая медаль «В память 100-летия Отечественной войны 1812» (1913)
- Знак отличия беспорочной службы — за выслугу в офицерских чинах 40 лет